# Bobby Charlton
Sir Robert "Bobby" Charlton (11 tháng 10 năm 1937 – 21 tháng 10 năm 2023) là cố cầu thủ bóng đá chuyên nghiệp của Anh, người đã giành chức vô địch World Cup và danh hiệu Quả Bóng Vàng năm 1966. Ông đã cống hiến phần lớn sự nghiệp chơi bóng cho câu lạc bộ Manchester United, nơi mà ông đã thành danh với những khả năng tấn công xuất sắc của một tiền vệ cùng những cú sút xa.
Charlton bắt đầu chơi cho đội một của United năm 1956, hơn hai năm sau ông giành được vị trí thường xuyên trong đội hình, cũng trong thời gian này ông cũng là người đã sống sót sau thảm họa hàng không München năm 1958. Sau khi giúp United giành chức vô địch Football League năm 1965, ông đã giành được huy chương vàng World Cup 1966 cùng tuyển Anh và một chức vô địch Football League nữa một năm sau đó. Năm 1968, ông là người đội trưởng dẫn dắt Manchester United giành chức vô địch châu Âu và là người ghi 2 bàn trong trận chung kết giúp United trở thành đội bóng đầu tiên của Anh vô địch cúp châu Âu. Ông có số bàn thắng cho United cũng như tuyển Anh (49 bàn) nhiều hơn bất cứ cầu thủ nào khác (nhưng ĐT Anh đã bị Wayne Rooney phá kỉ lục-bàn thắng thứ 50 vào lưới Thụy Sĩ ở vòng loại Euro 2016). Ông cũng là người có số lần khoác áo Manchester United nhiều nhất, những kỉ lập vẫn còn được ghi nhận cho tới cuối năm 2006.
Ông rời Manchester United năm 1973, trở thành cầu thủ kiêm huấn luyện viên của câu lạc bộ Preston North End, tuy nhiên tính cách thầm lặng đã không giúp ông thành công với cương vị huấn luyện viên và ông rời câu lạc bộ này chỉ sau một mùa bóng.
Sau đó Charlton làm giám đốc kĩ thuật cho câu lạc bộ Wigan Athletic trong một thời gian ngắn. Ông tiếp tục trở thành thành viên ban giám đốc của Manchester United năm 1984 và giữ cương vị này cho đến tháng 4 năm 2007. Trong sự nghiệp của mình, ngoài những danh hiệu về bóng đá, Bobby Charlton còn giành được những giải thưởng danh giá như giải thưởng CBE năm 1974 và đến năm 1994 ông được Nữ hoàng Anh Elizabeth II phong tước hiệp sĩ.